# هلمشتيت
هلم اشتات (بالألمانية: Helmstedt) هي بلدة ألمانية تقع في ألمانيا في سكسونيا السفلى.  يقدر عدد سكانها بـ 25,389 نسمة .

## المدن التوأمة
مدن ألباكركي (نيومكسيكو)، فيتري، سلق، مياة فيوجي، هالدنسليبن، Svietlahorsk، Orăștie و Konaklı هي مدن توأمة لـهلم اشتات.

## معرض صور

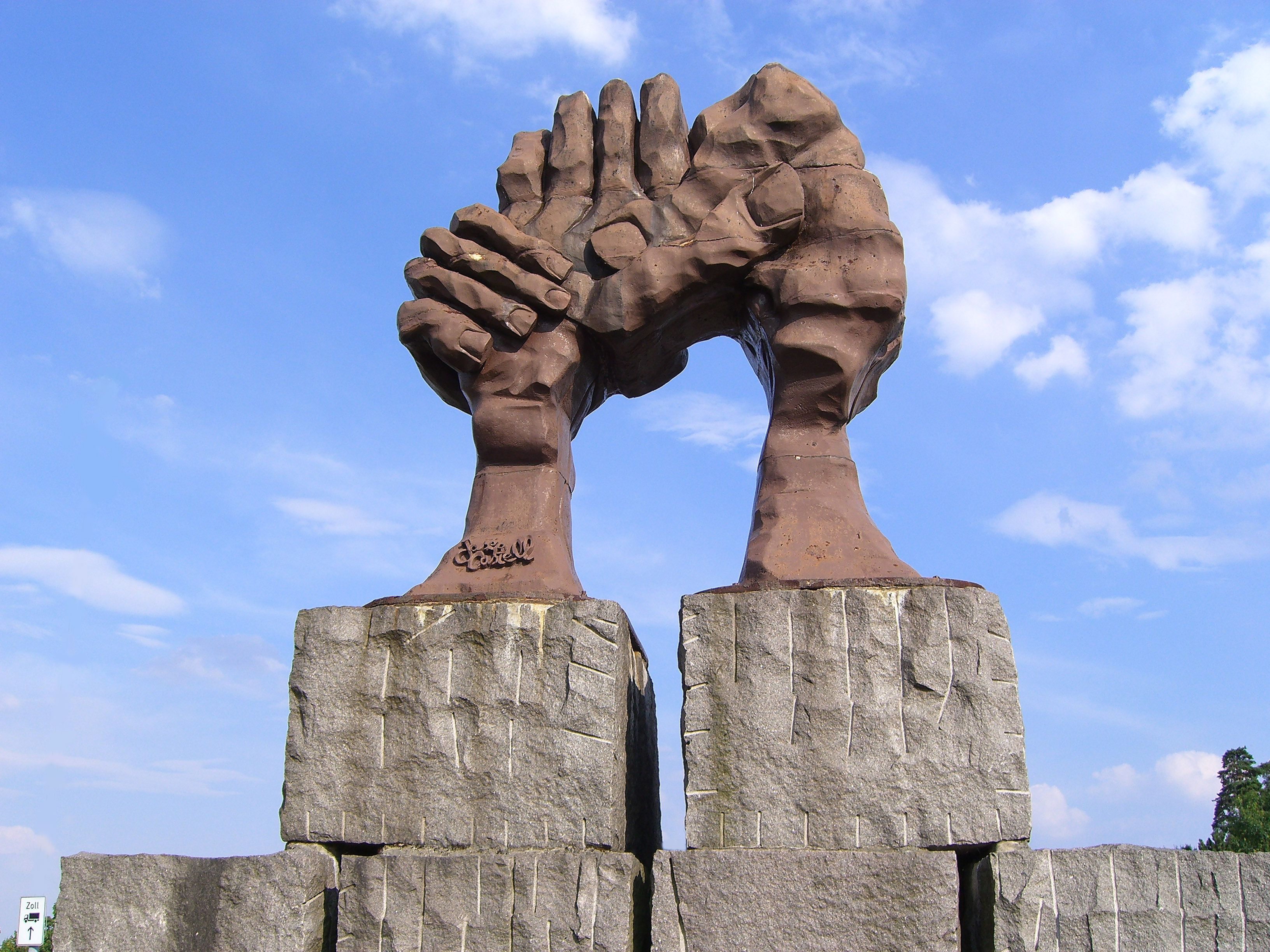
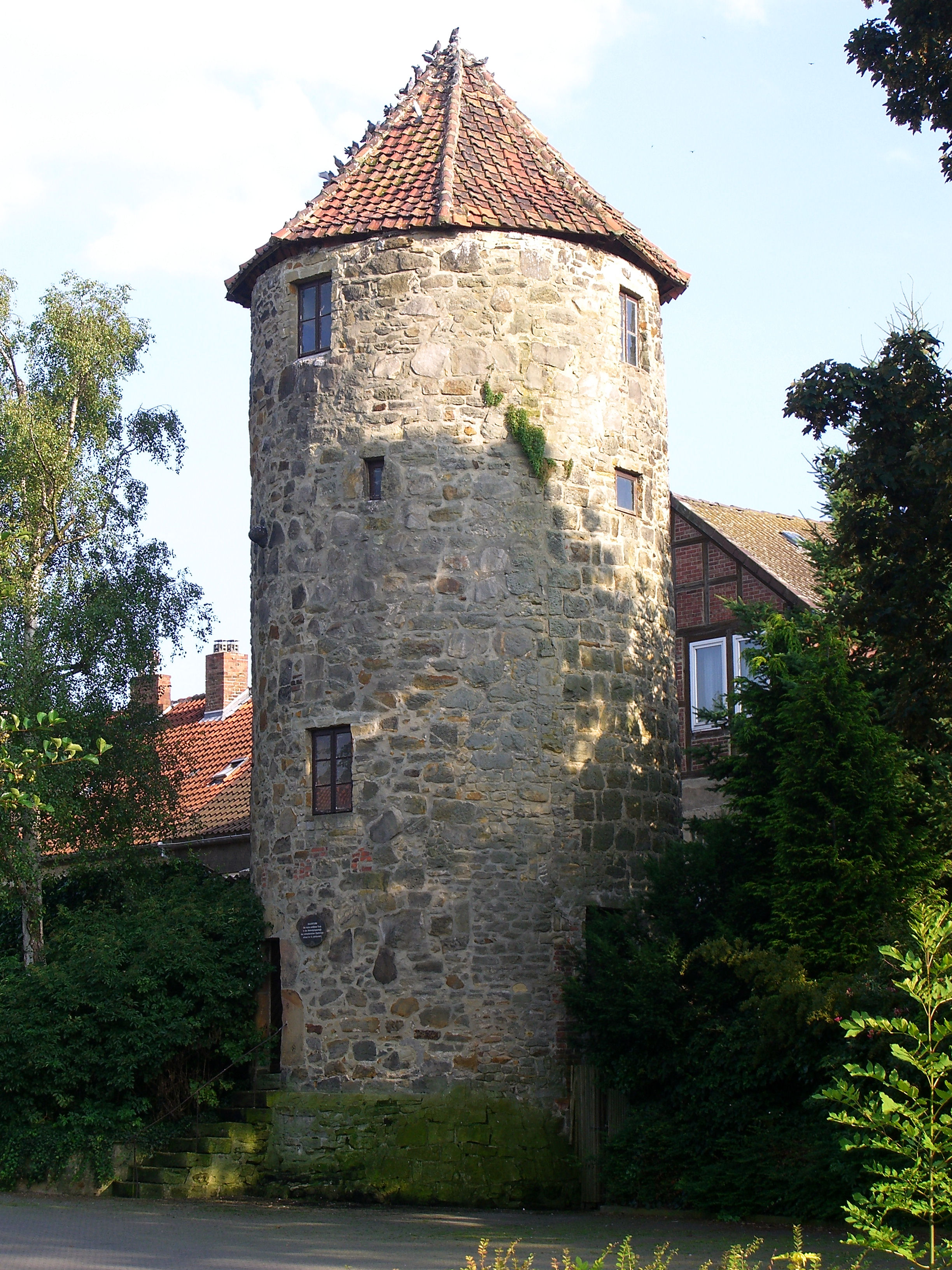
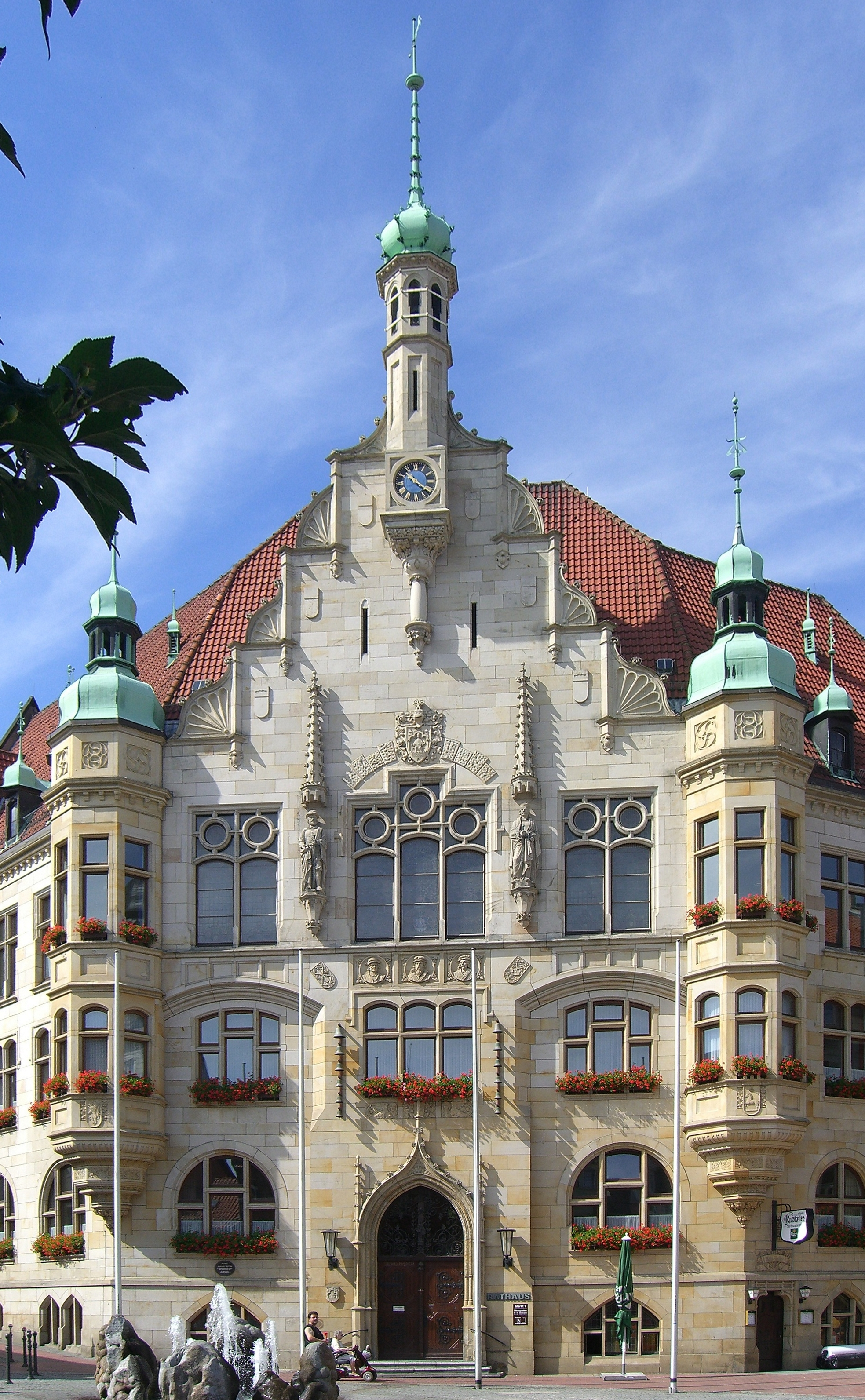
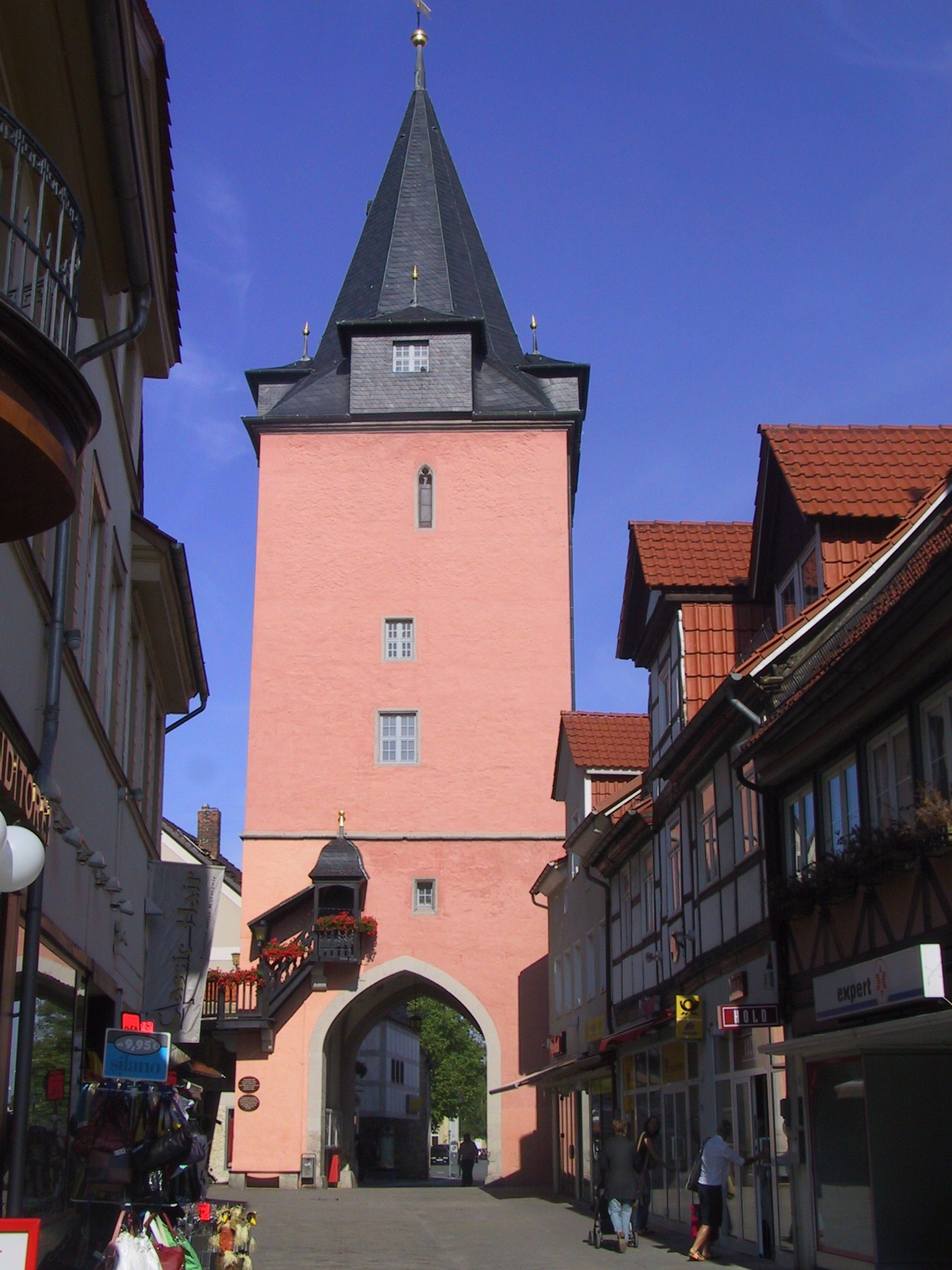

## أعلام
- جون كريستيان فريدريك هاير
- إرنست لودويغ ثيودور هينك
- هاينرش فيليب كونراد هينك
- هانز كريبس
- روبرت فريك
- جوستوس كريستيان هنري هيلموت
- هرمان فون دير هارت
- فالنتين شيندلر